# Juho Mäkelä (football)
Pour les articles homonymes, voir Mäkelä.
Pour le peintre, voir Juho Mäkelä (peintre).
Juho Mäkelä (né le 23 juin 1983 à Oulu, Finlande) est un joueur de football finlandais. Il joue au poste d'attaquant. Il est international finlandais depuis 2004.

## Biographie

### Palmarès
- Championnat de Finlande : 2003, 2009, 2010 et 2012.
- Meilleur buteur du Championnat de Finlande : 2005, 2010.

### En sélection
Juho Mäkelä fait ses débuts en équipe nationale de Finlande le 3 février 2004 contre la Chine.
8 sélections et 0 but avec la Finlande depuis 2004.

## Statistiques
| Saison    | Club                | Pays      | Championnat             | Championnat | Championnat |
| Saison    | Club                | Pays      | Division                | Matchs      | Buts        |
| --------- | ------------------- | --------- | ----------------------- | ----------- | ----------- |
| 2003      | HJK Helsinki        | Finlande  | Veikkausliiga           | 23          | 13          |
| 2004      | HJK Helsinki        | Finlande  | Veikkausliiga           | 18          | 4           |
| 2005      | HJK Helsinki        | Finlande  | Veikkausliiga           | 25          | 15          |
| 2005-2006 | Heart of Midlothian | Écosse    | Scottish Premier League | 2           | 1           |
| 2006-2007 | Heart of Midlothian | Écosse    | Scottish Premier League | 9           | 1           |
| 2006-2007 | FC Thoune           | Suisse    | Axpo Super League       | 14          | 3           |
| 2007-2008 | Heart of Midlothian | Écosse    | Scottish Premier League | 5           | 0           |
| 2008      | HJK Helsinki        | Finlande  | Veikkausliiga           | 13          | 7           |
| 2008-2009 | Heart of Midlothian | Écosse    | Scottish Premier League | 4           | 0           |
| 2009      | HJK Helsinki        | Finlande  | Veikkausliiga           | 26          | 8           |
| 2010      | HJK Helsinki        | Finlande  | Veikkausliiga           | 24          | 16          |
| 2010-2011 | Sydney FC           | Australie | A-League                | 8           | 2           |
| 2011-2012 | Sydney FC           | Australie | A-League                | 8           | 1           |
| 2012      | HJK Helsinki        | Finlande  | Veikkausliiga           | 23          | 9           |
| 2012-2013 | SV Sandhausen       | Allemagne | 2.Bundesliga            | 13          | 3           |